# Boeing Starliner-1
Boeing Starliner-1 und Boeing Crew-1 sind Missionsbezeichnungen für den geplanten ersten regulären Flug des US-amerikanischen Raumschifftyps CST-100 Starliner. Der Flug war für 2021 angekündigt und wurde wegen technischer Probleme mit dem Raumschiff mehrmals verschoben, zuletzt auf frühestens 2026. Die Mission soll von der Cape Canaveral Space Force Station starten und vier Astronauten für einen etwa sechsmonatigen Aufenthalt zur ISS bringen.

## Besatzung

### Ehemals vorgesehene Besatzung
Die Kommandantin und der Pilot des Flugs wurden am 3. August 2018 bekanntgegeben, das dritte Besatzungsmitglied am 25. August 2020: und das vierte Besatzungsmitglied am 22. Mai 2021.
- Sunita Williams, Kommandantin (3. Raumflug, USA/NASA)
- Josh Cassada, Pilot (1. Raumflug, USA/NASA)
- Jeanette Epps, Missionsspezialistin (1. Raumflug, USA/NASA)
- Koichi Wakata, Missionsspezialist (5. Raumflug, Japan/JAXA)

Infolge der Verzögerungen beim Starliner wurden Cassada und Wakata im Oktober 2021 der SpaceX Crew-5-Mission zugeteilt, Epps trainiert parallel für den Crew-Dragon-Flug. Im Juni 2022 teilte die NASA mit, dass Williams am Boeing Crew Flight Test teilnehmen wird.

### Derzeit vorgesehene Besatzung
Im September 2022 wurde von der NASA eine aktualisierte Zuweisung für Starliner-1 veröffentlicht, die im Dezember 2023 von der CSA vervollständigt wurde.
Zurzeit (Stand April 2025) stehen zwei der vier Besatzungsmitglieder fest:
- Scott Tingle, Kommandant (2. Raumflug, USA/NASA) und
- Joshua Kutryk, Missionsspezialist (1. Raumflug, Kanada/CSA)